# Strukturanpassungsprogramm
Strukturanpassungsprogramm (SAP, englisch: Structural Adjustment Program, von der Enhanced Structural Adjustment Facility – deshalb auch ESAF-Program) bezeichnet wirtschaftliche Maßnahmen in Entwicklungsländern, die vom Internationalen Währungsfonds (IWF) und der Weltbank als Bedingung für die Vergabe von Krediten oder den Schuldenerlass im Rahmen der HIPC-Initiative verlangt werden.
Die Maßnahmen, deren Ursprünge auf die Bekämpfung der Schuldenkrise der 80er Jahre in den Entwicklungsländern zurückgehen, basieren auf marktwirtschaftlichen Prinzipien. Diese Maßnahmen sind für jedes Land einzeln zugeschnitten, jedoch weisen die meisten folgende Merkmale auf: Haushaltsdisziplin, Subventionsabbau, Deregulierung, kompetitive Wechselkurse, Abbau von Devisenverkehrsbeschränkungen, Privatisierung von Staatsbetrieben.
Um einen Schuldenerlass zu erhalten, müssen die Länder nun so genannte Armutsbekämpfungs- und Wachstumsprogramme durchführen (Poverty Reduction and Growth Facility, PRGF). Diese Wegbereiter zur von Weltbank, WHO und IWF verlangten Good Governance nötigten bittstellenden Staaten nicht selten einige ihrer Souveränitätsrechte ab. Der Globalisierungskritiker Michel Chossudovsky bilanziert: „Die Weltbank ist in vielen Ministerien der kreditnehmenden Länder präsent. Die dort durchgeführten Reformen in Gesundheit, Bildung, Industrie, Landwirtschaft, Verkehr, Umwelt usw. liegen in ihrer Zuständigkeit.“
Kritisiert werden die Strukturanpassungsprogramme auch von dem US-amerikanischen Wirtschaftswissenschaftler und Nobelpreisträger Joseph E. Stiglitz. In seinem Buch Die Schatten der Globalisierung betont er, dass das Vorgehen des IWF für die Entwicklung der Länder des Südens nicht förderlich, sondern sogar schädlich (gewesen) sei.
Eine Studie des Entwicklungsökonomen William Easterly konnte keinen positiven Effekt von Strukturanpassungsprogrammen auf Wirtschaftswachstum finden.